# 近鉄DB90形ディーゼル機関車
DB90形は、かつて近畿日本鉄道に在籍したディーゼル機関車である。
91の1両のみ存在した。車両型式のあるディーゼル機関車としては、2013年現在近鉄で最後の形式である。

## 概要
1964年（昭和39年）3月10日に養老線に貨物駅の東方駅が開業。そこから住友セメント桑名SSへの貨物専用線が開設された際、専用の機関車として新製配置された日立製作所製15tの小型ディーゼル機関車である。所有は住友セメントであったが、車籍は近鉄が所有していた。
住友セメント専用線のみで運用されていたという。
1985年（昭和60年）に専用線を用いた貨物輸送が廃止されると不要となり、1986年（昭和61年）5月9日に廃車される。その後、住友セメントに引き取られ、岐阜県本巣郡本巣町（現・本巣市）の同社岐阜工場の工場内で使用された。同社の他の機関車が樽見鉄道に転籍していく中、小型のため転籍することなかった。
現在の状況は不明。

## 主要諸元
- 全長：6050mm
- 全幅：2400mm
- 全高：3353mm
- 重量：15.0t
- 軸配置：B
- エンジン：日立B40SE
- 出力：150馬力